# HD 209945
HD 209945 è una stella gigante rossa della costellazione della Lucertola, situata nella parte centrale della costellazione, a poco più di due minuti in ascensione Retta dalla costellazione del Cigno.
È una stella variabile sospetta, nota come NSV 14028, originariamente descritta come di incerta attribuzione, con oscillazioni di magnitudine da 4,92 a 5,03, con ampiezza media di 0,06 magnitudini; uno studio del 2007 l'ha classificata più stabilmente come variabile LSP, cioè come stella variabile di lungo periodo, quantificato per adesso a 1601 giorni.

## Fonti
- (EN) Cataloghi stellari, su alcyone.de. URL consultato il 15 gennaio 2008 (archiviato dall'url originale il 30 aprile 2016).
- Software astronomico Megastar 5.0